# Фридрих VII фон Тогенбург
Фридрих VII фон Тогенбург (на немски: Friedrich VII. von Toggenburg; * ок. 1370 в замък Солаверс при Грюш; † 30 април 1436 в замък Шатенбург във Фелдкирх) е последният граф от рода на Тогенбург, днес в кантон Санкт Гален, Швейцария. Понеже няма правно валидно завещание след смъртта му графството Тогенбург се разпада и започва „Старата Цюрихска война“ (1439 – 1446).

## Биография
Той е син на граф Дитхелм VI фон Тогенбург († 1385) и съпругата му Катарина фон Верденберг и Хайлигенберг († ок. 1395/1439), дъщеря на граф Албрехт II фон Верденберг-Хайлигенберг († 1371/1373) и Агнес фон Нюрнберг († 1363). Майка му Катарина фон Верденберг-Хайлигенберг се омъжва втори път 1386/1387 г. за граф Хайнрих III (V) фон Верденберг-Сарганс-Вадуц († 1397).
След смъртта на баща му управлението поема 1385 г. чичо му Донат фон Тогенбург († 1400). През 1387 г. Фридрих получава официално наследството, понеже чичо му Донат има две дъщери. Двамата графа дават през 1392 г. 14-годишния залог на господството Раперсвил обратно на херцозите фон Хабсбург. През 1394 г. Фридрих и Донат се уговарят за подялба.
Фридрих не желае да напише правно завещание. През 1433 г. той поставя съпругата си Елизабет за своя универсална наследничка, но прави объркващи обещания и на другите кандидати за наследството. През 1436 г. Елизабет преговаря с херцог Фридрих IV фон Хабсбург за връщането на заложени територии срещу плащане на 22 000 гулдена. На 9 март 1437 г. Елизабет приписва наследството си на брат си Улрих VI († 1444) и на братовчед си Улрих фон Мач и на 14 ноември се отказва от наследството си. Графството Тогенбург е поделено между роднините. Но някои територии остават неясни, което води до „Старата Цюрихска война“ (1439 – 1446). Елизабет бяга 1443 г. с нейния абат и конвента в Раперсвил.

## Фамилия
Фридрих VII се жени 1391 г. за Елизабет фон Мач († ок. 3 октомври/сл. 24 ноември 1446), дъщеря на граф Улрих IV фон Мач-Кирхберг († 1402) и съпругата му Агнес фон Кирхберг († 1401/1407), дъщеря на граф Вилхелм I фон Кирхберг († 1366) и Агнес фон Тек († 1384). Така Фридрих прекратява в своя полза дългогодишния конфликт с род Мач. Те имат две деца:
- Вилхелмина София Амалия фон Тауфкирхен (* 8 януари 1845 – † 25 август 1850)
- Хайнрих V фон Тогенбург (1439 – 1444), баща на граф Вилхелм VIII фон Тогенбург (1444 – 1483)